# La Selve (Aisne)
Pour les articles homonymes, voir La Selve.
La Selve est une commune française située dans le département de l'Aisne, en région Hauts-de-France.

## Géographie
- 1Carte dynamique
- 2Carte OpenStreetMap
- 3Carte topographique
- 4Carte avec les communes environnantes

### Hydrographie
La commune est située dans le bassin Seine-Normandie. Elle n'est drainée par aucun cours d'eau,.

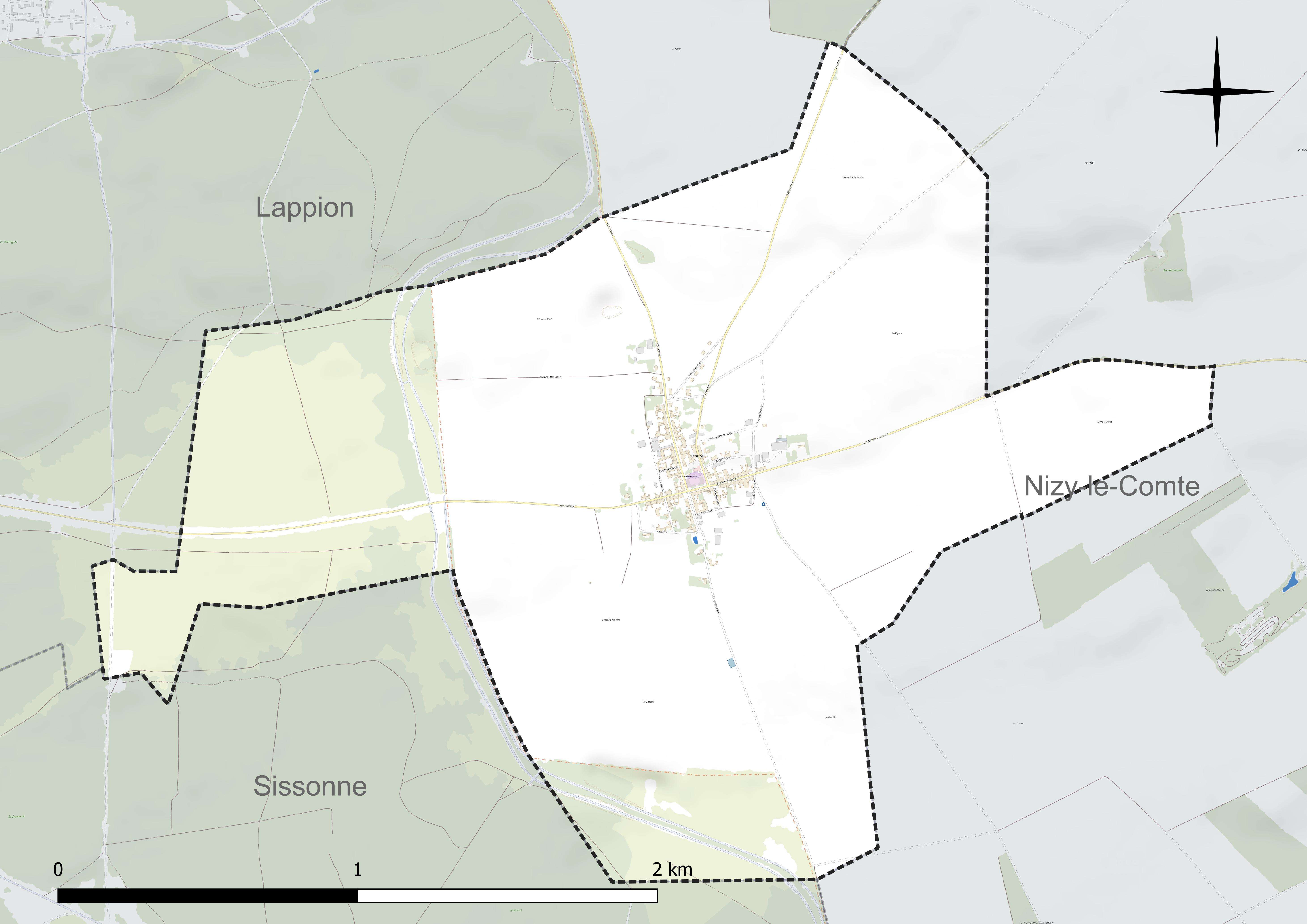
Réseau hydrographique de la Selve.

### Climat
Pour des articles plus généraux, voir Climat des Hauts-de-France et Climat de l'Aisne.
En 2010, le climat de la commune est de type climat océanique dégradé des plaines du Centre et du Nord, selon une étude du CNRS s'appuyant sur une série de données couvrant la période 1971-2000. En 2020, Météo-France publie une typologie des climats de la France métropolitaine dans laquelle la commune est exposée à un climat océanique altéré et est dans la région climatique Nord-est du bassin Parisien, caractérisée par un ensoleillement médiocre, une pluviométrie moyenne régulièrement répartie au cours de l'année et un hiver froid (3 °C).
Pour la période 1971-2000, la température annuelle moyenne est de 10,1 °C, avec une amplitude thermique annuelle de 15,1 °C. Le cumul annuel moyen de précipitations est de 739 mm, avec 11,7 jours de précipitations en janvier et 8,9 jours en juillet. Pour la période 1991-2020, la température moyenne annuelle observée sur la station météorologique installée sur la commune est de 10,8 °C et le cumul annuel moyen de précipitations est de 710,7 mm,. Pour l'avenir, les paramètres climatiques de la commune estimés pour 2050 selon différents scénarios d'émission de gaz à effet de serre sont consultables sur un site dédié publié par Météo-France en novembre 2022.
| Mois                                  | jan.             | fév.           | mars           | avril         | mai           | juin           | jui.          | août           | sep.          | oct.            | nov.             | déc.           | année      |
| ------------------------------------- | ---------------- | -------------- | -------------- | ------------- | ------------- | -------------- | ------------- | -------------- | ------------- | --------------- | ---------------- | -------------- | ---------- |
| Température minimale moyenne (°C)     | 0,6              | 0,5            | 2,4            | 4,3           | 7,9           | 10,8           | 12,7          | 12,5           | 9,6           | 7               | 3,6              | 1,4            | 6,1        |
| Température moyenne (°C)              | 3,4              | 3,9            | 7,1            | 9,9           | 13,6          | 16,6           | 18,9          | 18,7           | 15,1          | 11,3            | 6,7              | 3,9            | 10,8       |
| Température maximale moyenne (°C)     | 6,2              | 7,4            | 11,7           | 15,5          | 19,2          | 22,4           | 25,1          | 24,8           | 20,7          | 15,6            | 9,8              | 6,5            | 15,4       |
| Record de froid (°C) date du record   | −15,5 01.01.1997 | −18,7 04.02.12 | −11,3 13.03.13 | −6,8 08.04.03 | −1,7 03.05.21 | 1,2 05.06.1991 | 3,3 31.07.15  | 3,5 26.08.1993 | −0,7 30.09.18 | −5,9 30.10.1997 | −11,9 24.11.1998 | −15,1 21.12.09 | −18,7 2012 |
| Record de chaleur (°C) date du record | 15,8 05.01.1999  | 20,7 27.02.19  | 25 31.03.21    | 28,2 20.04.18 | 31,3 28.05.17 | 35,3 18.06.22  | 41,2 25.07.19 | 39,3 12.08.03  | 34,2 15.09.20 | 27,8 01.10.11   | 20,5 02.11.20    | 17 16.12.1989  | 41,2 2019  |
| Précipitations (mm)                   | 60,4             | 52,3           | 53             | 46,9          | 60,7          | 54,4           | 64            | 67,7           | 50,8          | 62,6            | 61,5             | 76,4           | 710,7      |

## Urbanisme

### Typologie
Au 1er janvier 2024, La Selve est catégorisée commune rurale à habitat dispersé, selon la nouvelle grille communale de densité à 7 niveaux définie par l'Insee en 2022.
Elle est située hors unité urbaine et hors attraction des villes,.

### Occupation des sols
L'occupation des sols de la commune, telle qu'elle ressort de la base de données européenne d'occupation biophysique des sols Corine Land Cover (CLC), est marquée par l'importance des territoires agricoles (69,8 % en 2018), en augmentation par rapport à 1990 (68,3 %). La répartition détaillée en 2018 est la suivante : 
terres arables (69,8 %), milieux à végétation arbustive et/ou herbacée (24 %), zones urbanisées (5,4 %), forêts (0,8 %).
L'évolution de l'occupation des sols de la commune et de ses infrastructures peut être observée sur les différentes représentations cartographiques du territoire : la carte de Cassini (XVIIIe siècle), la carte d'état-major (1820-1866) et les cartes ou photos aériennes de l'IGN pour la période actuelle (1950 à aujourd'hui).

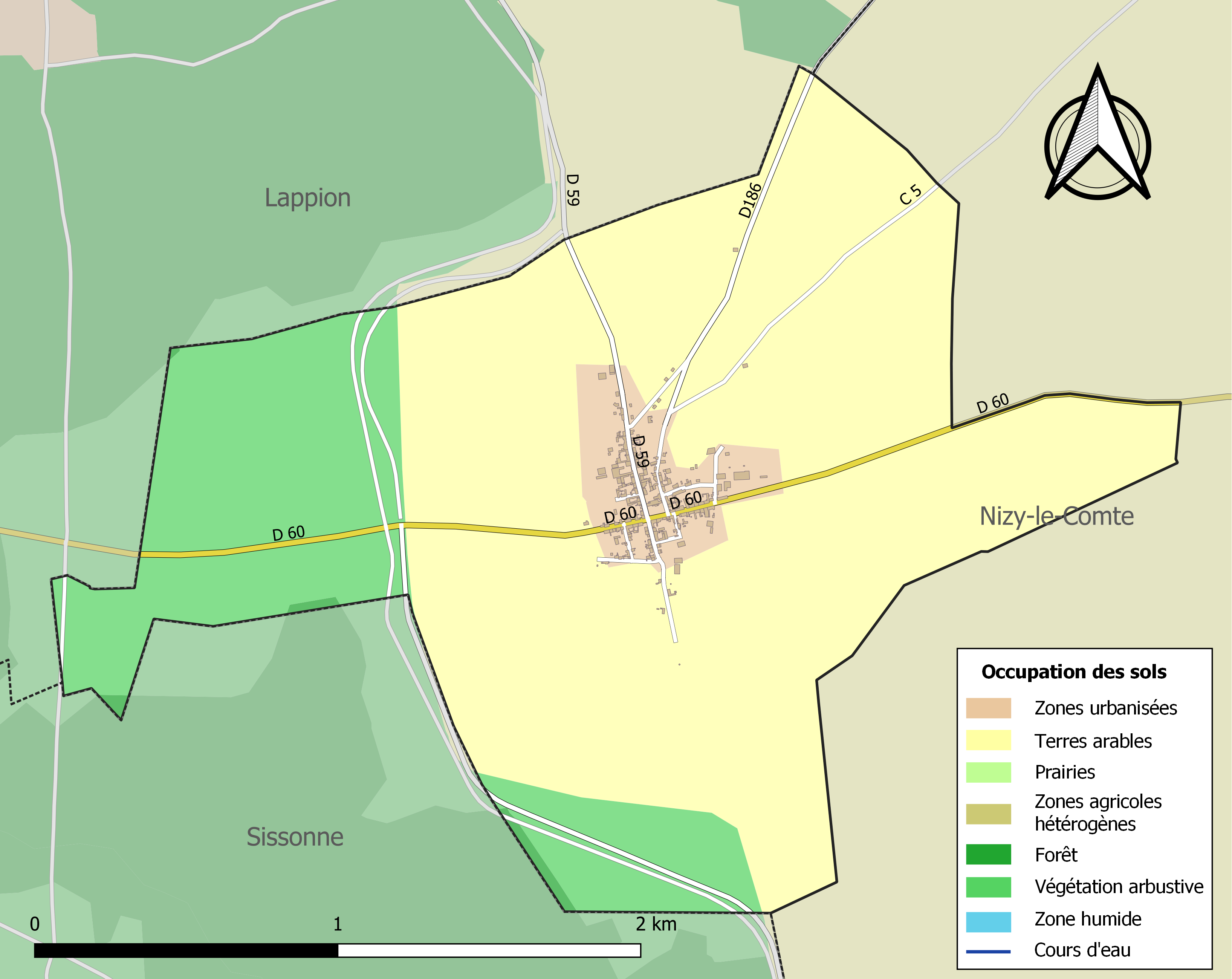
Carte de l'occupation des sols de la commune en 2018 (CLC).

## Toponymie
Attestée sous la forme Silva en  1257, « forêt ».
Selve, du latin silva « forêt ».

## Histoire
Le village de La Selve a été décoré de la croix de guerre avec palmes à la suite de la Première Guerre mondiale. La citation à l'ordre de l'armée précise : « Par la fière attitude qu'elle a opposée à l'envahisseur au cours d'une longue occupation, par les souffrances endurées, a bien mérité de la Nation. »

## Politique et administration

### Découpage territorial
La commune de Selve est membre de la communauté de communes de la Champagne Picarde, un établissement public de coopération intercommunale (EPCI) à fiscalité propre créé le 22 décembre 1995 dont le siège est à Saint-Erme-Outre-et-Ramecourt. Ce dernier est par ailleurs membre d'autres groupements intercommunaux.
Sur le plan administratif, elle est rattachée à l'arrondissement de Laon, au département de l'Aisne et à la région Hauts-de-France. Sur le plan électoral, elle dépend du canton de Villeneuve-sur-Aisne pour l'élection des conseillers départementaux, depuis le redécoupage cantonal de 2014 entré en vigueur en 2015, et de la première circonscription de l'Aisne  pour les élections législatives, depuis le dernier découpage électoral de 2010.

### Administration municipale
| Période                                  | Période                   | Identité       | Étiquette | Qualité |
| ---------------------------------------- | ------------------------- | -------------- | --------- | --- |
| avant 1875                               | après 1876                | Genteur        |           | |
| Les données manquantes sont à compléter. |                           |                |           | |
| mars 2001                                | mars 2008                 | Francis Ferret |           | |
| mars 2008                                | En cours (au 12 mai 2014) | Alain Lorain   | DVD       | Agriculteur Président de la communauté de communes de la Champagne Picarde Réélu pour le mandat 2020-2026, |

## Démographie
L'évolution du nombre d'habitants est connue à travers les recensements de la population effectués dans la commune depuis 1793. Pour les communes de moins de 10 000 habitants, une enquête de recensement portant sur toute la population est réalisée tous les cinq ans, les populations de référence des années intermédiaires étant quant à elles estimées par interpolation ou extrapolation. Pour la commune, le premier recensement exhaustif entrant dans le cadre du nouveau dispositif a été réalisé en 2004.

En 2022, la commune comptait 198 habitants, en évolution de −10,41 % par rapport à 2016 (Aisne : −1,97 %, France hors Mayotte : +2,11 %).
| 1793 | 1800 | 1806 | 1821 | 1831 | 1836 | 1841 | 1846 | 1851 |
| ---- | ---- | ---- | ---- | ---- | ---- | ---- | ---- | ---- |
| 314  | 339  | 316  | 359  | 430  | 420  | 420  | 418  | 397  |

| 1856 | 1861 | 1866 | 1872 | 1876 | 1881 | 1886 | 1891 | 1896 |
| ---- | ---- | ---- | ---- | ---- | ---- | ---- | ---- | ---- |
| 380  | 371  | 365  | 350  | 363  | 354  | 353  | 348  | 345  |

| 1901 | 1906 | 1911 | 1921 | 1926 | 1931 | 1936 | 1946 | 1954 |
| ---- | ---- | ---- | ---- | ---- | ---- | ---- | ---- | ---- |
| 360  | 345  | 333  | 252  | 241  | 217  | 233  | 249  | 225  |

| 1962 | 1968 | 1975 | 1982 | 1990 | 1999 | 2004 | 2006 | 2009 |
| ---- | ---- | ---- | ---- | ---- | ---- | ---- | ---- | ---- |
| 219  | 212  | 172  | 179  | 186  | 190  | 199  | 201  | 207  |

| 2014 | 2019 | 2022 | - | - | - | - | - | - |
| ---- | ---- | ---- | - | - | - | - | - | - |
| 220  | 210  | 198  | - | - | - | - | - | - |

## Lieux et monuments
- Église Saint-Laurent.

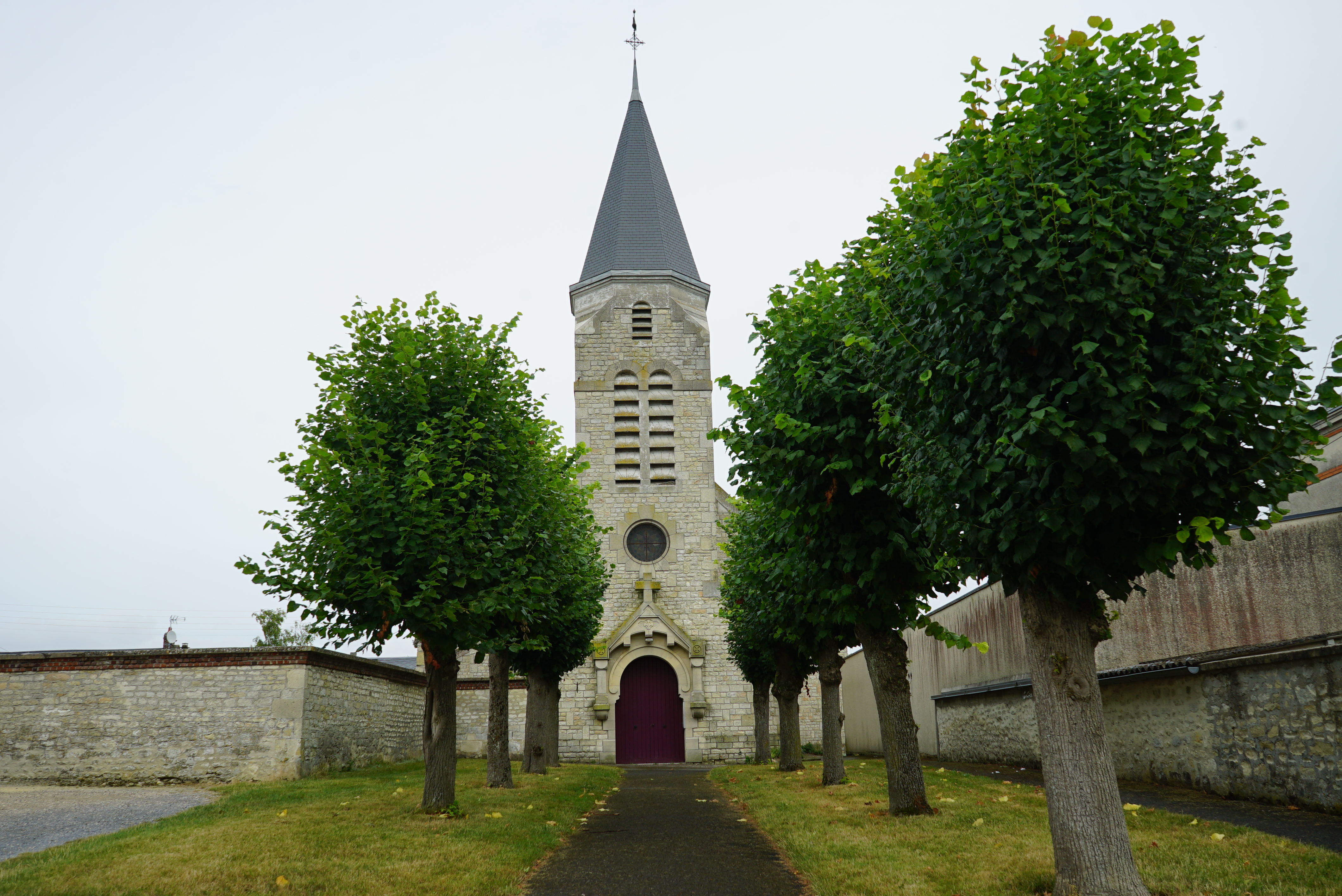
L'église, sur la gauche le cimetière.
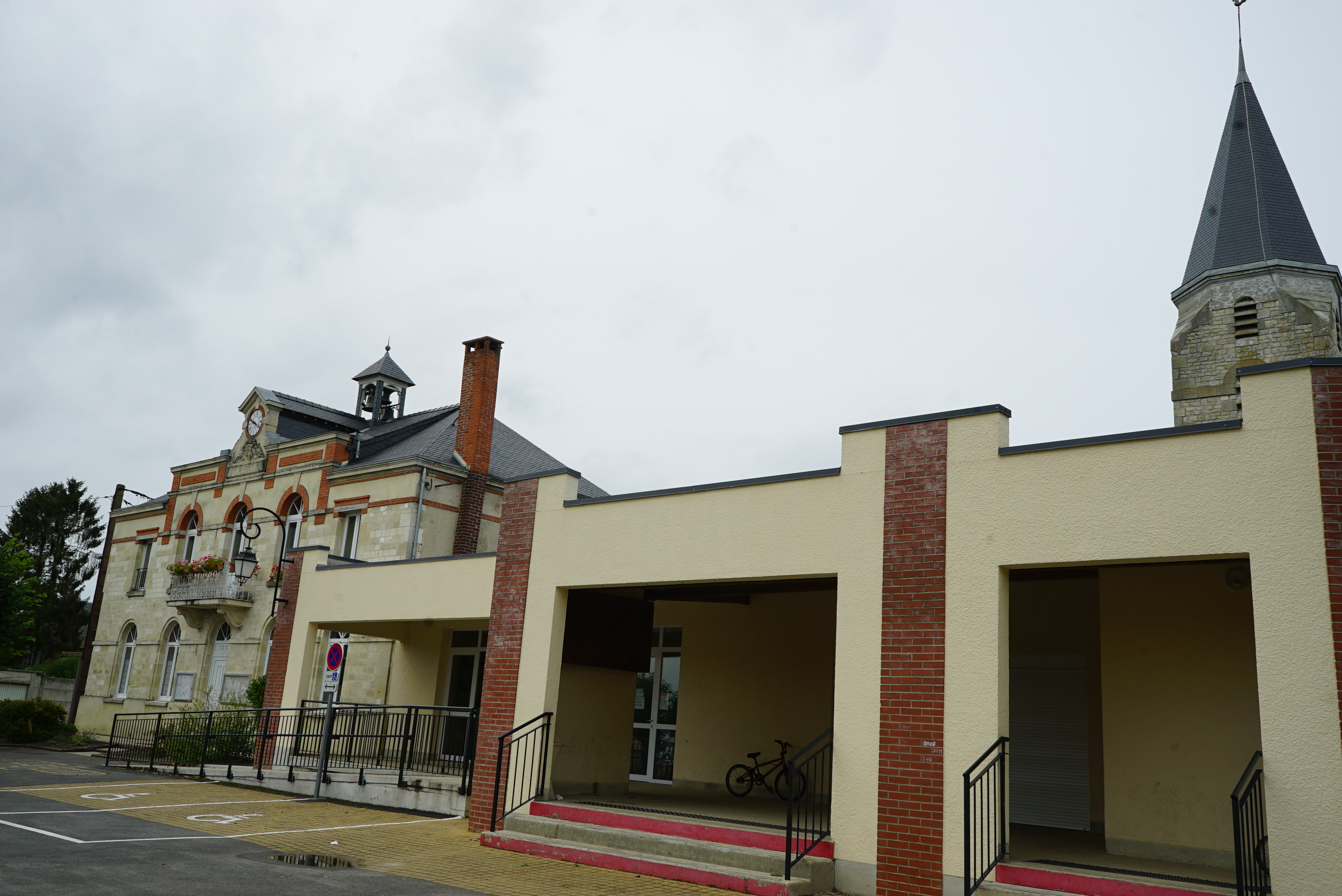
La mairie.